# Hassan Sheikh Mohamud
Hassan Sheikh Mohamud (Somalisch: Xasan Sheekh Maxamuud, Arabisch: حسن شيخ محمود) (Jalalaqsi, 29 november 1955) is een Somalisch politicus en sinds 15 mei 2022 de president van Somalië. Eerder was hij al president van 2012 tot 2017.

## Loopbaan
Mohamud, een voormalig activist en hoogleraar, was verbonden aan internationale organisaties op onderwijsgebied en was medeoprichter van de Simaduniversiteit in Mogadishu. In 2011 richtte hij de Partij voor Vrede en Ontwikkeling (PDP) op en in 2018 was hij medeoprichter van de Unie voor Vrede en Ontwikkeling (UPD). Hij behoorde niet tot de traditionele clanleiders, die in het machtsvacuüm in de mislukte staat Somalië de dienst uitmaken.
Op 10 september 2012 werd Mohamud verkozen tot president van Somalië. De machtsoverdracht van zijn voorganger Sharif Sheikh Ahmed verliep vreedzaam. Als president ondernam hij pogingen om de nationale eenheid in het tot op heden gewelddadige en sterk verdeelde Somalië te herstellen via dialoog, maar ook om corruptie tegen te gaan en socio-economische en veiligheidshervormingen door te voeren. Hij kreeg voor elkaar dat het buitenland weer op beperkte schaal wapens wilde leveren aan zijn leger in opbouw, dat de orde in Mogadishu moest bewaken nadat de Kenianen de terreurbeweging Al-Shabaab hadden verdreven.
Het weekblad Time noemde Mohamud in april 2013 als een van de Time 100, de honderd meest invloedrijke personen in de wereld. Bij de presidentsverkiezingen van 2017 werd hij echter ruim verslagen door Mohamed Abdullahi Mohamed, waarmee een eind kwam aan zijn presidentschap.
Na vijf jaar in de oppositie stelde Mohamud zich in 2022 opnieuw verkiesbaar als presidentskandidaat. Hij kwam opnieuw tegenover Mohamed Abdullahi Mohamed te staan en wist het presidentschap bij de verkiezingen op 15 mei op hem te heroveren. Hij werd verkozen door een kiescollege bestaande uit de leden van de beide kamers van het parlement.